# Thuiaria
Thuiaria är ett släkte av nässeldjur som beskrevs av Fleming 1828. Thuiaria ingår i familjen Sertulariidae.

## Dottertaxa tillThuiaria, i alfabetisk ordning[1][2]
- Thuiaria abyssicola
- Thuiaria affinis
- Thuiaria alternans
- Thuiaria alternitheca
- Thuiaria arctica
- Thuiaria articulata
- Thuiaria breitfussi
- Thuiaria carica
- Thuiaria cedrina
- Thuiaria constans
- Thuiaria cornigera
- Thuiaria coronifera
- Thuiaria cupressoides
- Thuiaria cylindrica
- Thuiaria deberki
- Thuiaria decemserialis
- Thuiaria diffusa
- Thuiaria distans
- Thuiaria excepticea
- Thuiaria fabricii
- Thuiaria gonorhiza
- Thuiaria hartlaubi
- Thuiaria hippuris
- Thuiaria insociabilis
- Thuiaria invicea
- Thuiaria involuta
- Thuiaria kudelini
- Thuiaria kurilae
- Thuiaria laxa
- Thuiaria lebedi
- Thuiaria mereschkowskii
- Thuiaria nivea
- Thuiaria obsoleta
- Thuiaria ochotensis
- Thuiaria operculata
- Thuiaria pinaster
- Thuiaria pinna
- Thuiaria plumiformis
- Thuiaria plumularioides
- Thuiaria purpurea
- Thuiaria sachalini
- Thuiaria stelleri
- Thuiaria subthuja
- Thuiaria tetrastriata
- Thuiaria thuja
- Thuiaria thujarioides
- Thuiaria trilateralis
- Thuiaria triserialis
- Thuiaria uschakovi
- Thuiaria wulfiusi
- Thuiaria zachsi